# Ghiacciaio Leay
Il ghiacciaio Leay (in inglese Leay Glacier) (65°10′S 63°57′W) è un ghiacciaio  situato sulla costa di Graham, nella parte occidentale della Terra di Graham, in Antartide. Il ghiacciaio, il cui punto più alto si trova 558 m s.l.m., fluisce verso nord-ovest fino a entrare nella baia di Girard, a ovest del ghiacciaio Hotine, sulla costa della penisola Kiev.

## Storia
Il ghiacciaio Leay è stato avvistato e mappato per la prima volta durante la seconda spedizione antartica francese al comando di Jean-Baptiste Charcot, 1908-1910, ed è stato poi così battezzato dal Comitato britannico per i toponimi antartici in onore di Petra Searle (nata Leay), membro del direttorato dei rilevamenti d'oltremare, che diede un fondamentale contributo al lavoro di mappatura della Penisola Antartica.